# Rennes
Rennes (výsl. [ren], bretonsky Roazhon, v jazyce gallo Resnn) je město v severozápadní Francii, nejdůležitější město v Bretani a sídlo prefektury departementu Ille-et-Vilaine. Rennes bylo dříve hlavní město Bretaňského knížectví. Rozkládá se na pahorku na soutoku řek Ille a Vilaine.
Rennes je desátá největší francouzská městská oblast s 700 000 obyvateli. Město má více než 64 000 studentů.

## Historie
Historie města sahá až do keltské doby kdy existovalo pod jménem Condate (soutok). Založeno bylo galským kmenem nazývající se Redoni. Později bylo Rennes součástí Římského impéria. Od roku 1532 bylo správním střediskem Bretaně. V roce 1720 město vyhořelo.

## Město a památky

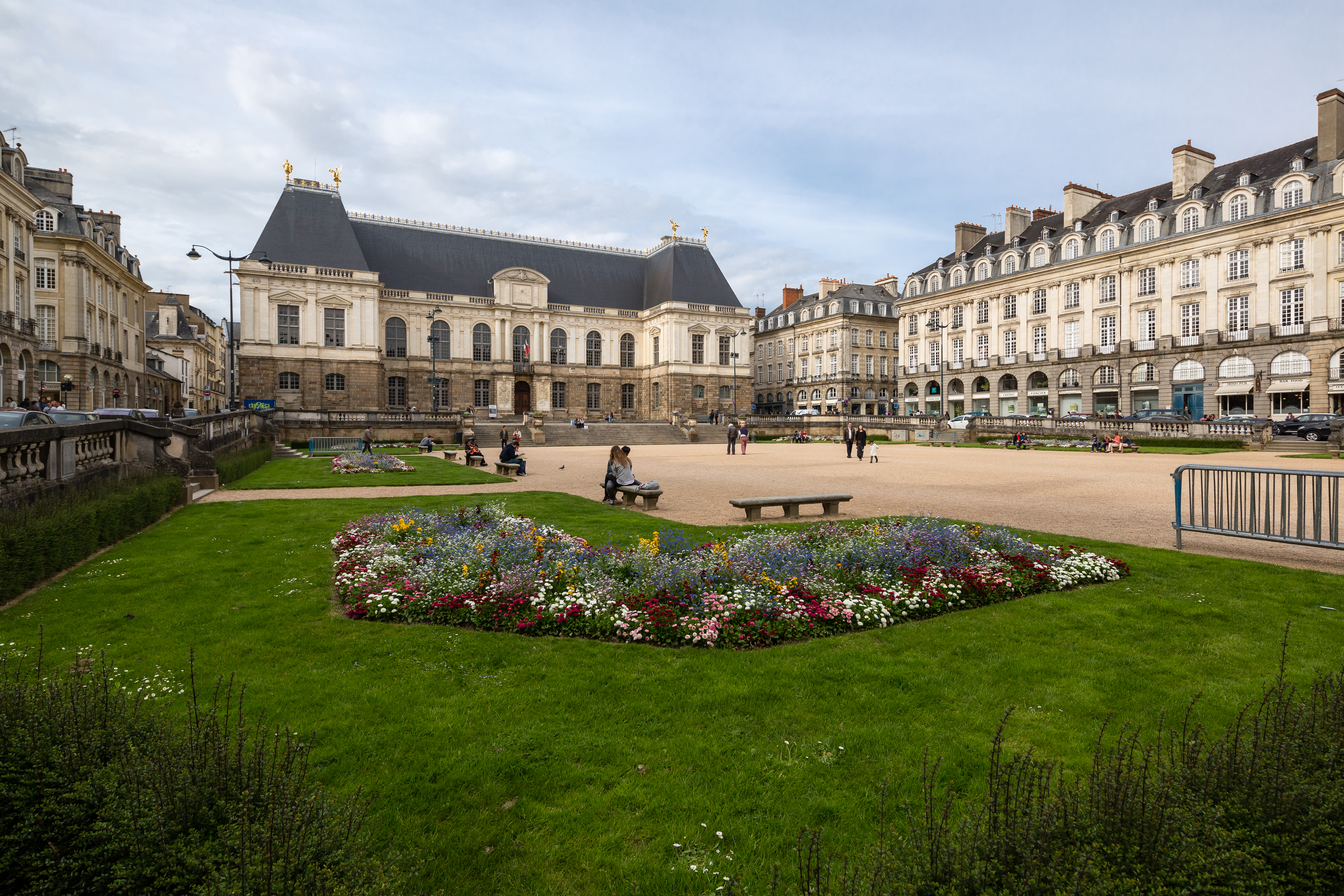
nám. Parlement de Bretagne a budova parlamentu

Střed města se nachází východně od soutoku řek Vilaine a Ille, na náměstí Place de la Opéra. Na západní straně náměstí stojí barokní budova radnice z let 1734–43. Naproti radnici stojí budova Opery z let 1832–36. Necelých sto metrů severovýchodně se nachází náměstí Parlement de Bretagne s klasicistní budovou bretaňského parlamentu z první pol. 17. st. Jižně od obou náměstí leží náměstí Place de la Republique s hlavní budovou Palais du Commerce z konce 19. st. a počátku 20. st. V budově sídlila řada institucí, od počátku až do současnosti je zde pošta a kavárna La Paix. Severozápadně od náměstí, v blízkosti soutoku řek Vilaine a Ille, stojí renneská katedrála St Pierre. Klasicistní stavba byla dokončena v roce 1844. Vyřezávaný vlámský oltář je z 16. st. Vpravo od katedrály stojí rovněž klasicistní kostel St Sauveur z let 1703–68. Severně od katedrály se nachází Place des Lices a Place Ste-Anne s řadou barů, obchodů a prodejnami palačinek. Je to část města, která byla ušetřena požáru na počátku 18. st., a tak zde najdeme úzké uličky a původní hrázděné domy. Západně, směrem k řece, respektive kanálu řeky Ille, se dochovaly zbytky původních městských hradeb a brány Portes Mordelaises z 15. st. Ve východní části centra Rennes pak leží park Parc du Thabor. Při západním vstupu do parku a zahrad, stojí klasicistní klášterní kostel Notre-Dame-en-Saint-Melaine dokončený v 19. st.

## Doprava
Město je spojeno s Paříží vysokorychlostní železniční tratí TGV. Cesta s TGV trvá 2:09 hod. Páteří městské hromadné dopravy je metro, čítající dvě linky. Linka A (červená) s 15 stanicemi je v provozu od března 2002 a linka B (zelená), taktéž s 15 stanicemi, je v provozu od září 2022. Linky mají mezi sebou dvě přestupní stanice nacházející se v centru města, a to na vlakovém nádraží a na náměstí Sainte-Anne. Některé okrajové stanice jsou vybaveny odstavnými parkovišti. Vozidla metra jsou řízena automaticky a nejsou obsazena strojvedoucím. Kromě metra zajišťují dopravu ve městě i autobusy a součástí veřejného dopravního systému je i systém Vélo STAR – síť automatických půjčoven kol.

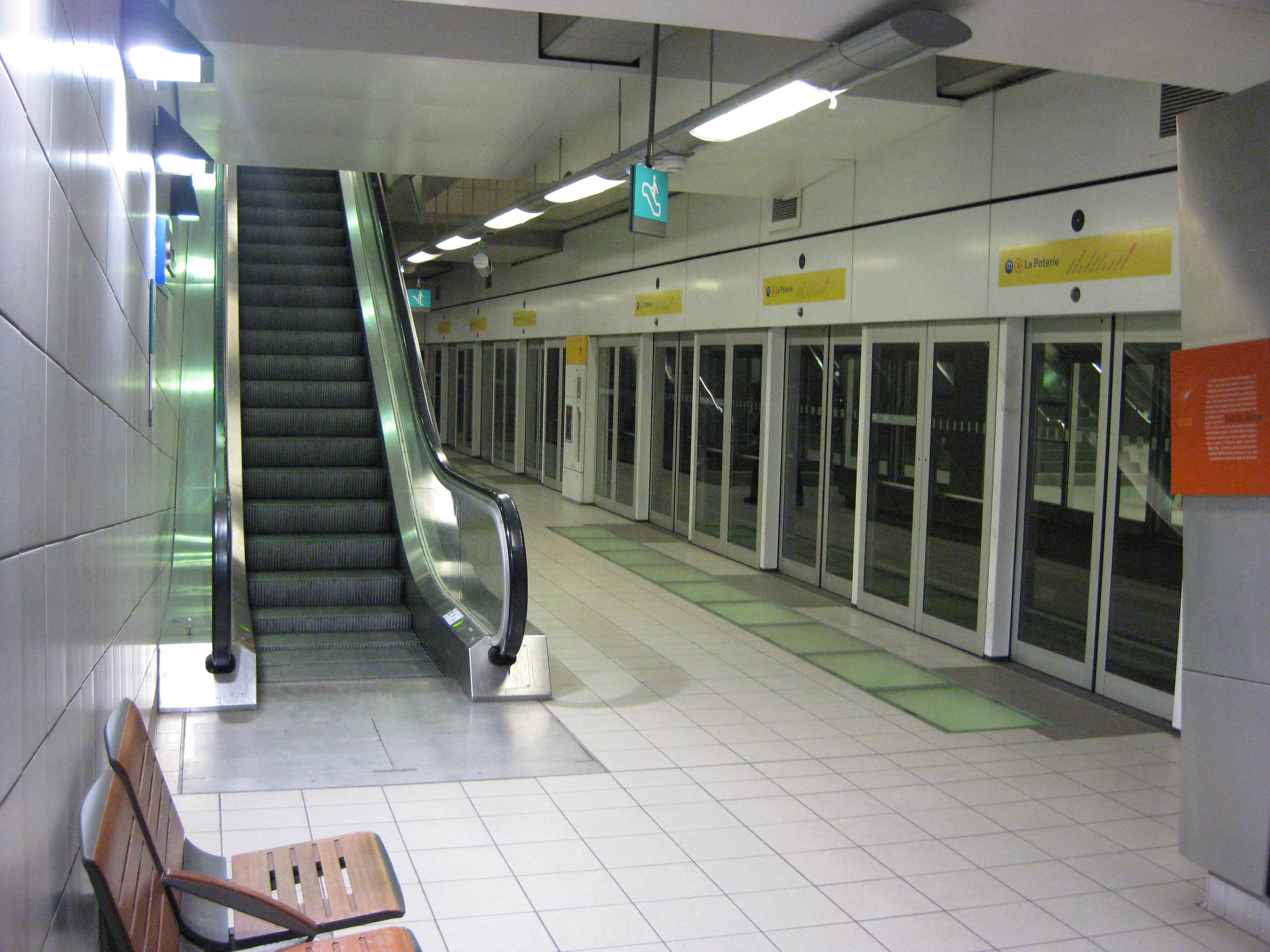
Stanice Sainte-Anne

## Vzdělávání
- Univerzita Rennes
- Univerzita Rennes II
- Rennes School of Business
- Národní bretaňská vysoká škola architektury (ENSAB)
- Národní vysoká škola zemědělství (ENSAR)

## Vývoj počtu obyvatel

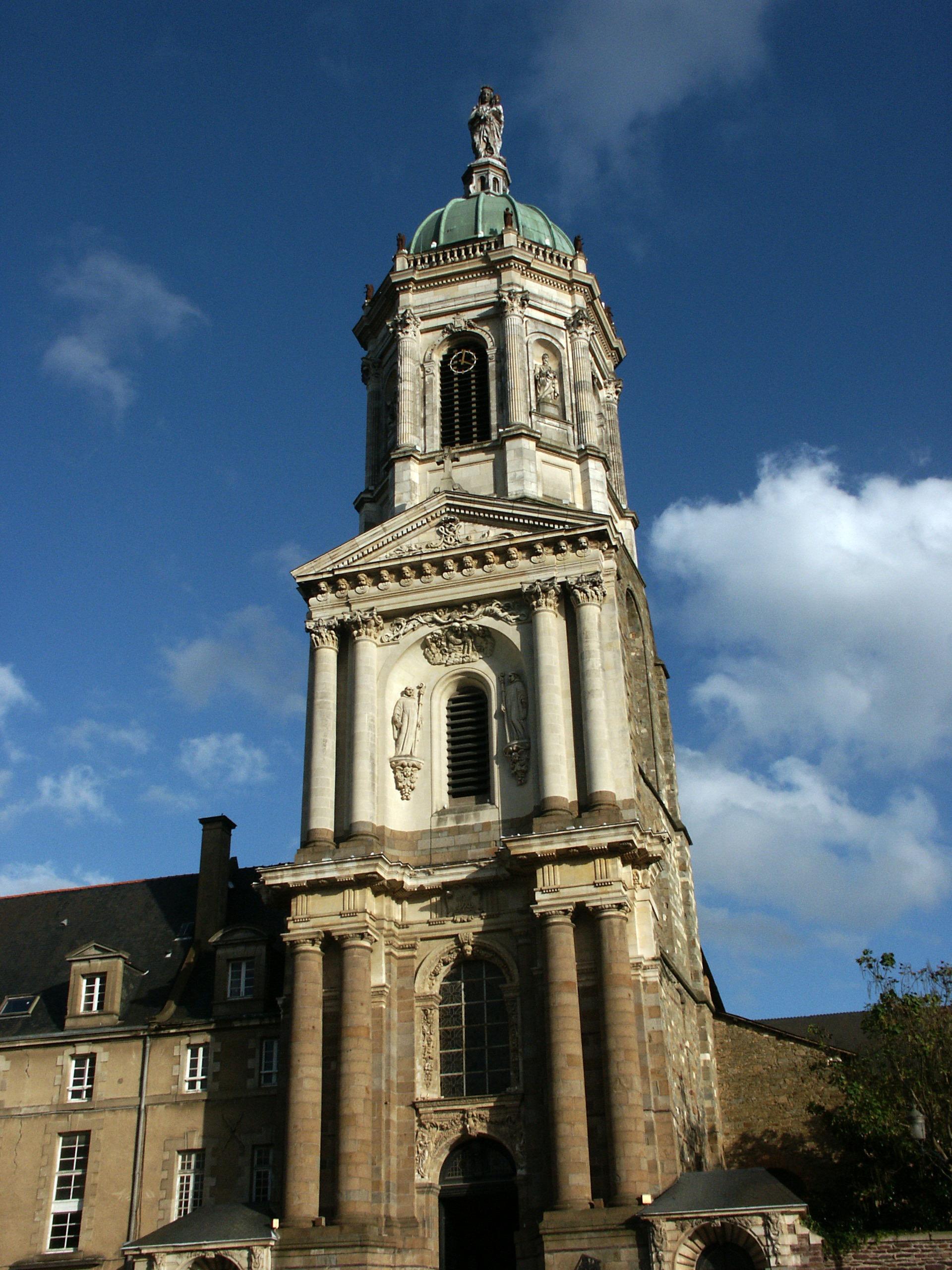
Kostel St. Melaine

## Starostové
| Období    | Jméno            | Politická příslušnost |
| --------- | ---------------- | --------------------- |
| 1929–1935 | Jean Lemaistre   |                       |
| 1935–1944 | François Château |                       |
| 1944      | René Patay       |                       |
| 1944–1953 | Yves Milon       |                       |
| 1953–1977 | Henri Fréville   | MRP                   |
| 1977–2008 | Edmond Hervé     | Parti socialiste      |
| 2008–2014 | Daniel Delaveau  | Parti socialiste      |
| 2014      | Nathalie Appéré  | Parti socialiste      |

## Fotogalerie

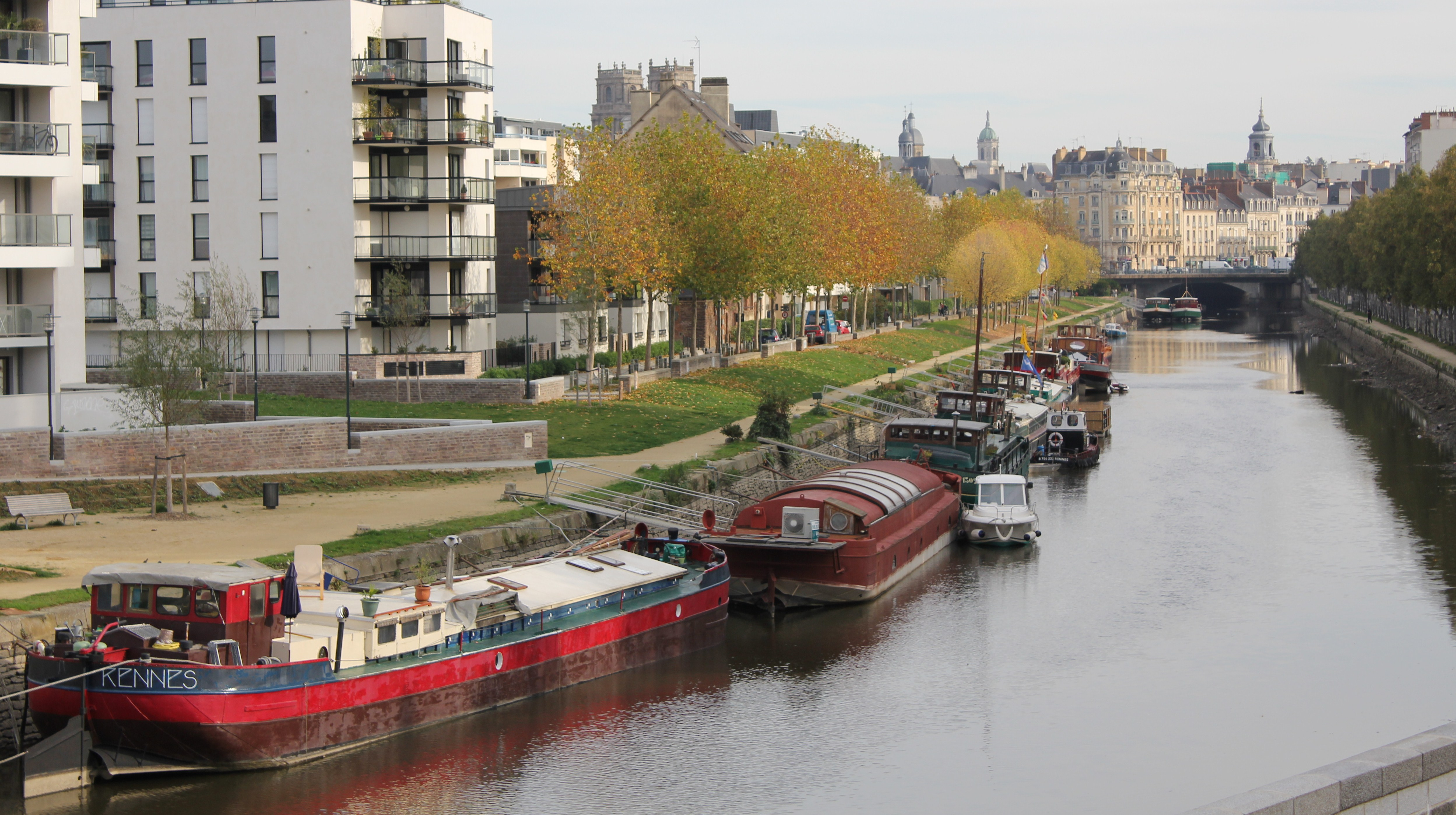
Vilaine
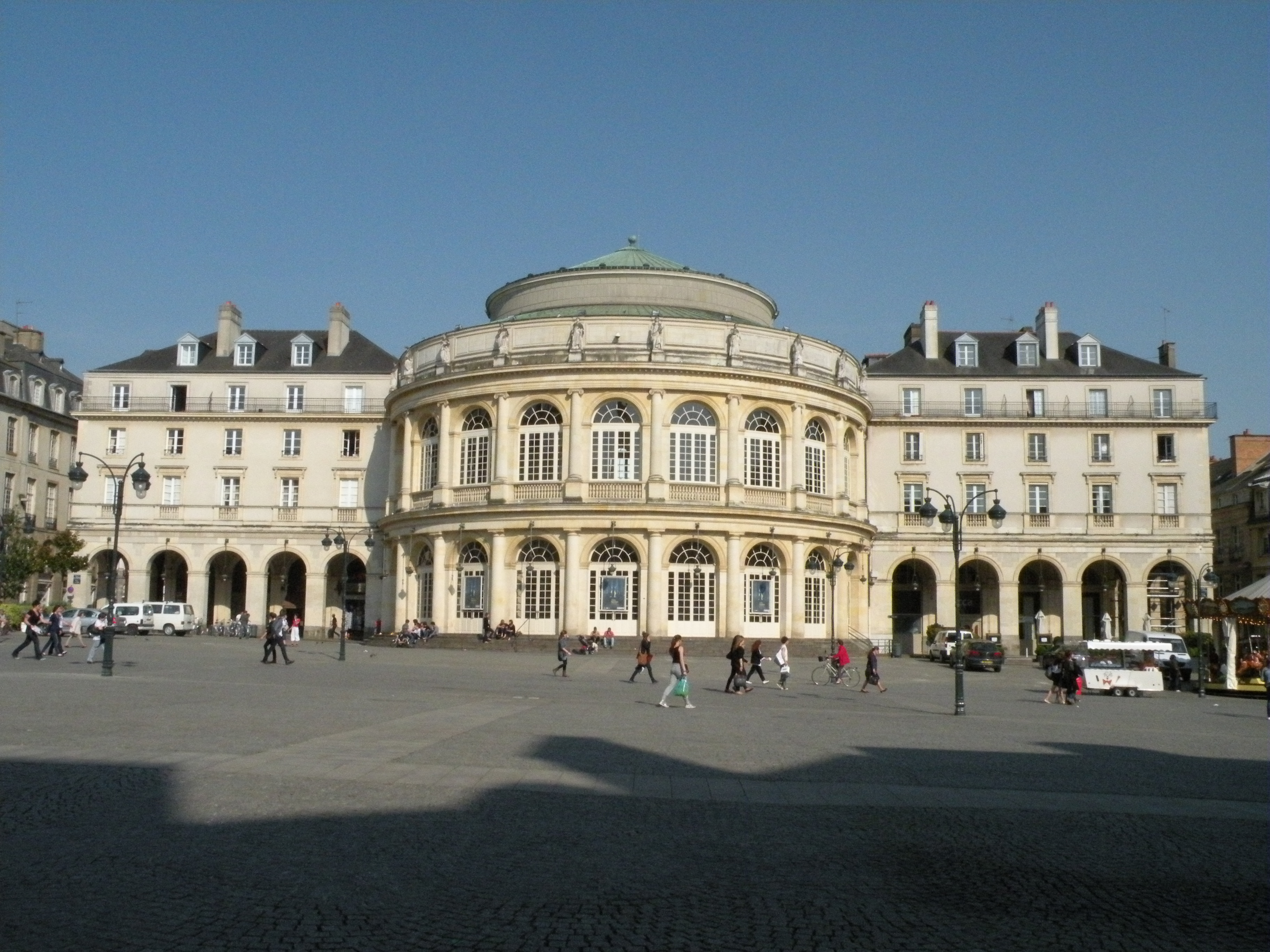
budova Opery
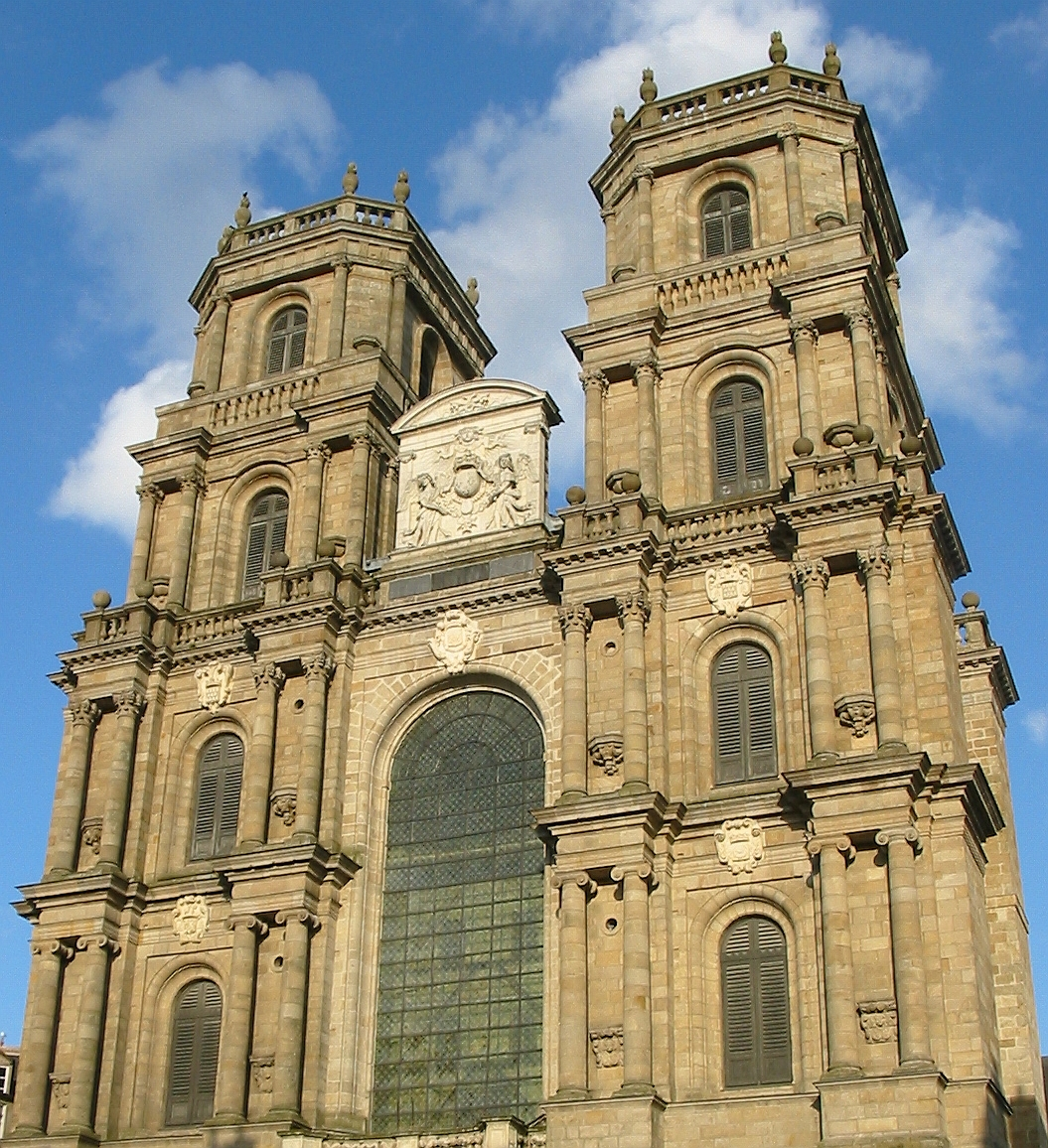
katedrála St Pierre
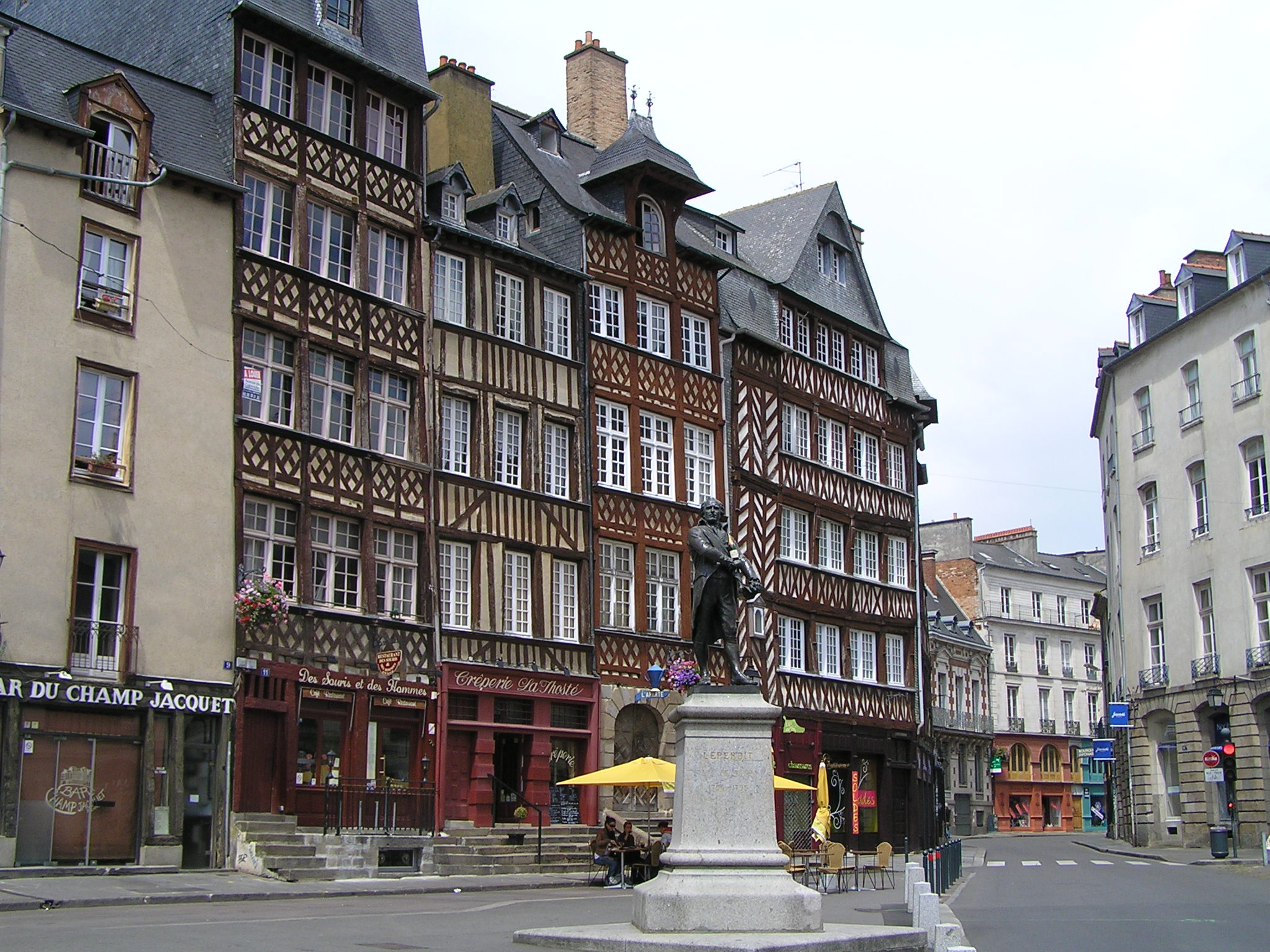
historické domy na Place du Champ-Jacquet
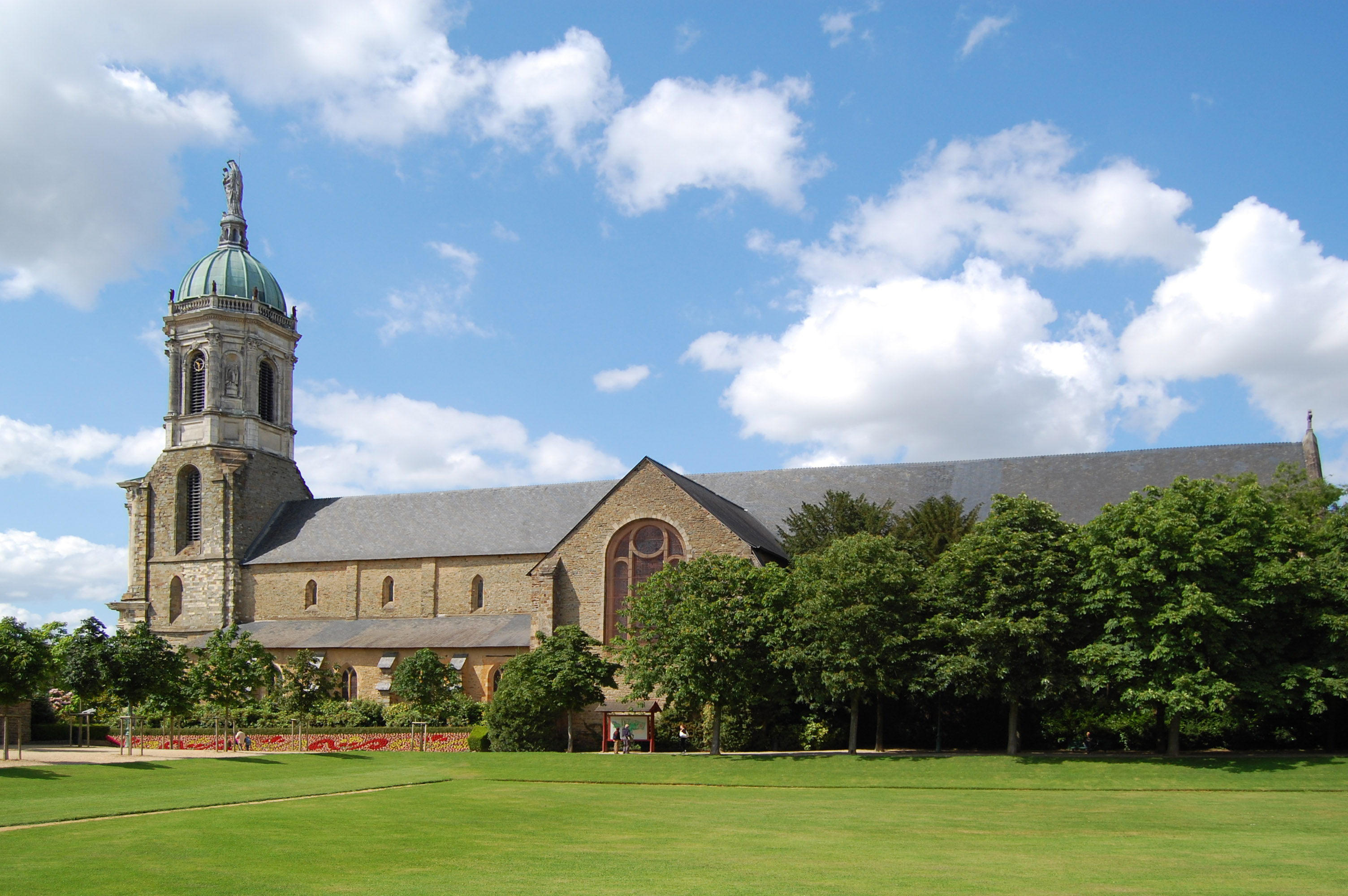
kostel Notre Dame Saint-Melaine
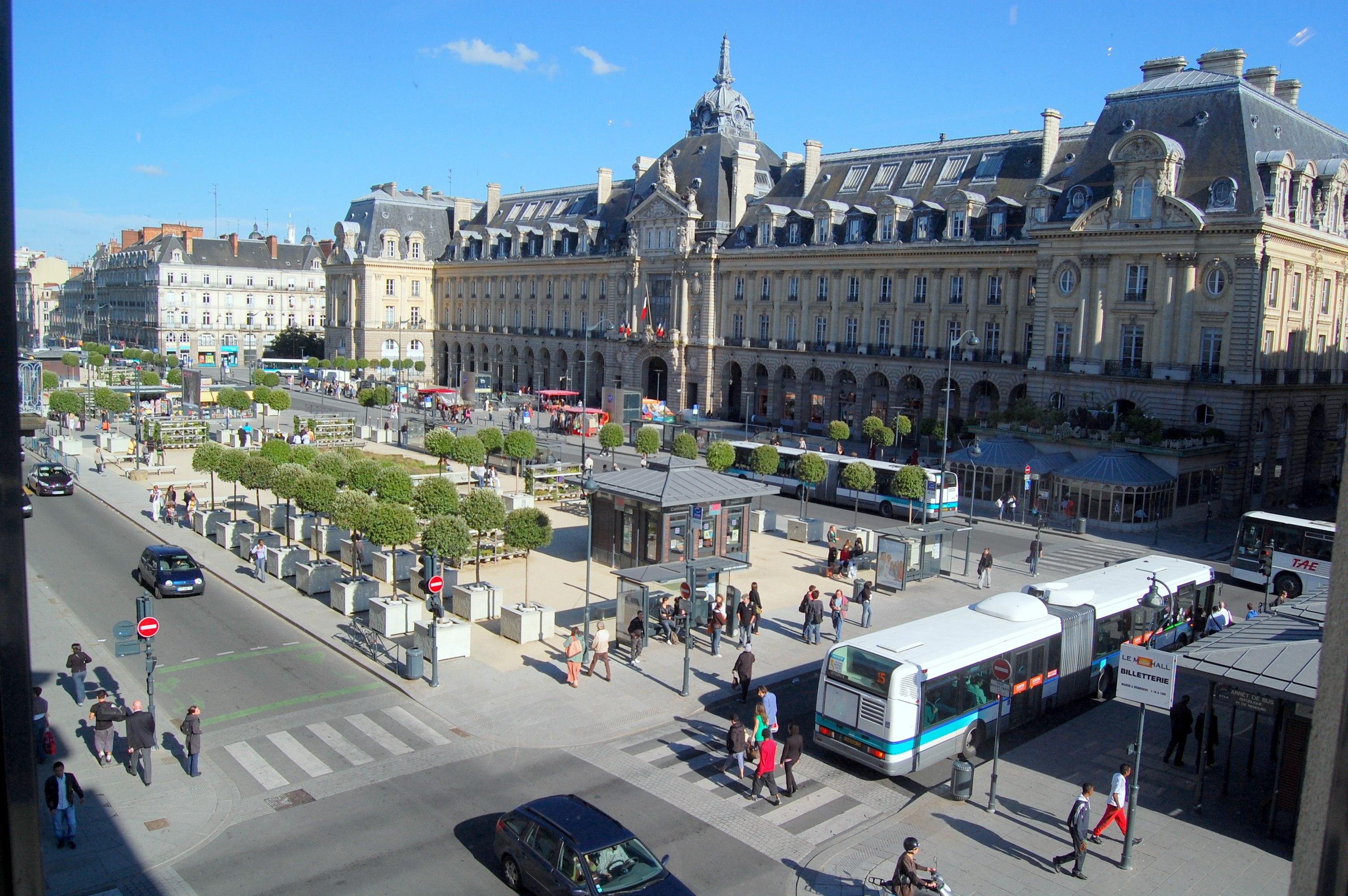
náměstí Place de République

## Slavní rodáci
- Isaac Le Chapelier (1754–1794), politik
- Noël du Fail (1520–1591), spisovatel
- Guy Alexis Lobineau (1666–1727), historik
- Toussaint-Guillaume Picquet de la Motte (1720–1791), francouzský admirál
- Félix Julien Jean Bigot de Preameneu (1747–1825), ministr a člen Francouzské akademie
- Jean-Denis Lanjuinais (1753–1827), revolucionář
- François Lanno (1800–1871), sochař
- Paul Féval starší (1816–1887), spisovatel
- Joseph Durocher (1817–1860), geolog
- Hubert de La Hayrie (1825–1893), generál
- Georges Boulanger (1837–1891), politik
- Louis Tiercelin (1849–1915), spisovatel
- Louis-Henri Nicot (1878–1944), sochař
- Léon Gry (1879–1952), teolog
- Marin Guillaume (1880–1970), inženýr
- Armel Beaufils (1882–1952), sochař
- Maurice Noguès (1889–1934), letec
- Charles Vanel (1892–1989), herec
- René Pleven (1901–1993), politik
- François Debeauvais (1902–1944), nacionalista
- blahoslavený Marcel Callo (1921–1945), katolický aktivista, mučedník
- Lucien Musset (1922–2004), historik
- Marcel Bozzuffi (1929–1988), herec
- Hervé Gloaguen (* 1937), fotograf
- Yves Cochet (* 1946), politik
- Yvonne Besson (* 1947), spisovatel
- Isabelle Otero (* 1962), herečka
- Philippe Rouault (* 1962), politik
- Nina Bouraoui (* 1967), spisovatel
- Samuel Étienne (* 1971), novinář
- Vanessa Wagner (* 1974), herečka
- Edwige Lawson (* 1979), basketbalista

## Partnerská města
- Almaty, Kazachstán, 1991
- Brno, Česko, 1965
- Cork, Irsko, 1982
- Erlangen, Německo, 1964
- Exeter, Spojené království, 1957
- Lovaň, Belgie, 1980
- Plateau Dogon, Mali, 1995
- Poznaň, Polsko, 1998
- Rochester, stát New York, USA, 1958
- Sendai, Japonsko, 1967
- Sétif, Alžírsko, 1982
- Sibiu ,Rumunsko, 1999
- Ťi-nan, Čína, 1985

## Sousední obce
| Růžice kompasu | Pacé                      | Saint-Grégoire, Montgermont | Betton         | Růžice kompasu |
| Růžice kompasu | Le Rheu, Vezin-le-Coquet  | Sever                       | Cesson-Sévigné | Růžice kompasu |
| Růžice kompasu | Le Rheu, Vezin-le-Coquet  | Rennes                      | Cesson-Sévigné | Růžice kompasu |
| Růžice kompasu | Le Rheu, Vezin-le-Coquet  | Jih                         | Cesson-Sévigné | Růžice kompasu |
| Růžice kompasu | Saint-Jacques-de-la-Lande | Noyal-Châtillon-sur-Seiche  | Chantepie      | Růžice kompasu |